# Sumitomo Mitsui Financial Group
O Sumitomo Mitsui Financial Group (NYSE: SMFG) é uma instituição financeira do Japão.